# Zouérat
Zouérat (även Zouerate, Zoueratt, arabiska: الزويرات) är en stad i regionen Tiris Zemmour i nordvästra Mauretanien. Staden är huvudstad i regionen Tiris Zemmour. Den hade 44 649 invånare vid den senaste folkräkningen 2013. Samhället ligger i Sahara, nära Västsahara.